# Giuseppe Valentinelli
Giuseppe Valentinelli (Ferrara, 22 maggio 1805 – Villa Estense, 17 dicembre 1874) è stato un bibliotecario e bibliografo italiano.

## Biografia
Dal 1837 al 1841 fu bibliotecario della biblioteca del seminario di Padova. Nel 1842 ricoprì il ruolo di vicebibliotecario e tre anni dopo divenne direttore della Biblioteca nazionale Marciana di Venezia fino al 1874.

## Opere
- Bibliografia dalmata, 1845
- Della biblioteca del Seminario di Padova, 1849
- Bibliografia della Dalmazia e del Montenegro, 1855
- Bibliografia del Friuli, 1861